# 151

151(백오십일)은 150보다 크고 152보다 작은 자연수다.

## 수학
- 36번째 소수(素數)다. 앞의 소수는 쌍둥이 소수인 149, 다음 소수는 157이다.
  - 8번째 회문 소수다. 앞의 회문 소수는 131, 다음은 181이다.
- {\displaystyle 2^{15}-1}은 151로 나누어떨어진다.

## 교통
- 고속도로 및 국도
  - 대한민국 서천공주고속도로의 노선 번호.
  - 오토루트 151호선(프랑스어판): 프랑스의 고속도로.
  - 일본 151번 국도(일본어판): 나가노현 이다시에서 아이치현 도요하시시까지 이어지는 일본의 국도.
- 기타 도로
  - 현도 제151호선

## 문화유산
- 대한민국의 국보 제151호: 조선왕조실록 관련 자료 6종
- 대한민국의 보물 제151호: 구례 연곡사 삼층석탑
- 대한민국의 사적 제151호: 하동 고소성

## 방송
- 스카이라이프와 B tv의 한국경제TV 채널 번호.
- 지니 TV의 아시아UHD 채널 번호.
- U+ TV의 이벤트TV 채널 번호.
- LG헬로비전의 TV조선3 채널 번호.
- B tv 케이블의 히스토리 채널 번호.

## 기타
- 연도: 151년, 기원전 151년